# Ave End
Ave End es el sexto álbum oficial de la banda alemana Lacrimas profundere sacado a la venta en 2004, además se estrenan sus dos primeros videoclips Ave End y Amber Girl. Este disco marca la completa entrada del grupo en los terrenos del Rock Gótico, dejando atrás la experimentación de Fall: I Will Follow y el Metal de los discos más antiguos. Complementario a esto, con Ave End, Lacrimas Profundere pisa territorio más comercial acercándose a bandas como HIM o 69 Eyes (ambas bandas, grandes influencias para el grupo).
Oliver Nickolas Schmid comentó en varias entrevistas que luego de Fall: I Will Follow, se volcó a escuchar nuevamente sus raíces musicales pues pensaba que aquel disco era demasiado "roquero" y que este (Ave End) necesitaba más dosis "melancólicas".
La canción Astronautumn contiene una especie de guturales distorsionados.

## Lista de canciones
1. "One Hope's Evening"
2. "Ave End"
3. "To Bleed or Not to Be"
4. "Sarah Lou"
5. "Amber Girl"
6. "Testified"
7. "Astronautumn"
8. "Evade"
9. "Wake Down"
10. "Black"
11. "Come, Solitude"
12. "Ever" (Bonustrack)

## Reparto
- Oliver Nikolas Schmid - Guitarra líder
- Christopher Schmid - Voz
- Christian Steiner - Teclados
- Daniel Lechner - Bajo
- Willi Wurm - Batería
- Christian Freitsmiedl - Guitarra rítmica

- Datos: Q1094272